# Mushroom Mania
Mushroom Mania est un jeu vidéo de type shoot them up édité par Arcadia Software en 1983 sur Oric puis sur Sinclair Spectrum puis enfin sur PC compatible en 1987. Ce jeu est un clone du jeu d'arcade Centipede.

## À voir
- Liste chronologique des shoot them up